# Hans-Georg Specht
Hans-Georg Specht (* 8. August 1940 in Ohlau, damaliges Deutsches Reich) war von 1994 bis 1999 Oberbürgermeister von Mülheim an der Ruhr.

## Leben
Nach einer Postlehre in Schleswig-Holstein wurde Hans-Georg Specht Mülheimer. 1959 trat er in den Polizeidienst ein, wo er sich auch gewerkschaftlich engagierte. Pensioniert wurde er als Polizeihauptkommissar. 1972 wurde er Mitglied der Christlich Demokratischen Union Deutschlands (CDU), für die er sich sofort als sachkundiger Bürger im Sportausschuss betätigte. In den Rat gewählt wurde er 1975, 1993 bekam er den Fraktionsvorsitz. Sein Zögern nach seiner Amtszeit als Oberbürgermeister 1994–99, führte zu der Kandidatur von Jens Baganz. Auch 2000 bemühte er sich vergebens um ein direktes Landtagsmandat für die CDU.

## Leistungen
Bekannt wurde er durch die erste Schwarz-Grüne Koalition in einer Großstadt. Er bemühte sich, die unterschiedlichen Lager zusammenzuführen und förderte das bürgerschaftliche Engagement. Als Kritiker der Ruhrbania-Planung und Mitinitiator eines erfolgreichen Bürgerbegehrens steht er jedoch im Widerspruch zur großen Teilen seiner Partei.